# Łódź Kaliska (klub)
Łódź Kaliska – klub w Łodzi, siedziba Stowarzyszenia Artystów grupy Łódź Kaliska. Mieści się przy ulicy Piotrkowskiej 102. Klub pełni zarazem funkcję galerii sztuki. Odbywają się tam koncerty, wystawy, przeglądy filmów, przedstawienia teatralne, a także pokazy performance'u.